# Thakurgaon (zila)
Thakurgaon (en bengalí: ঠাকুরগাঁও) es un zila o distrito de Bangladés que forma parte de la división de Rangpur.
Comprende 5 upazilas en una superficie territorial de 1.813 km² : Baliadangi, Haripur, Pirganj, Ranisankail y Thakurgaon.
La capital es la ciudad de Thakurgaon.

## Upazilas con población en marzo de 2011[2]
- Baliadangi 195,049
- Haripur 147,947
- Pirganj 243,535
- Ranisankail 222,284
- Thakurgaon Sadar 581,227

## Demografía

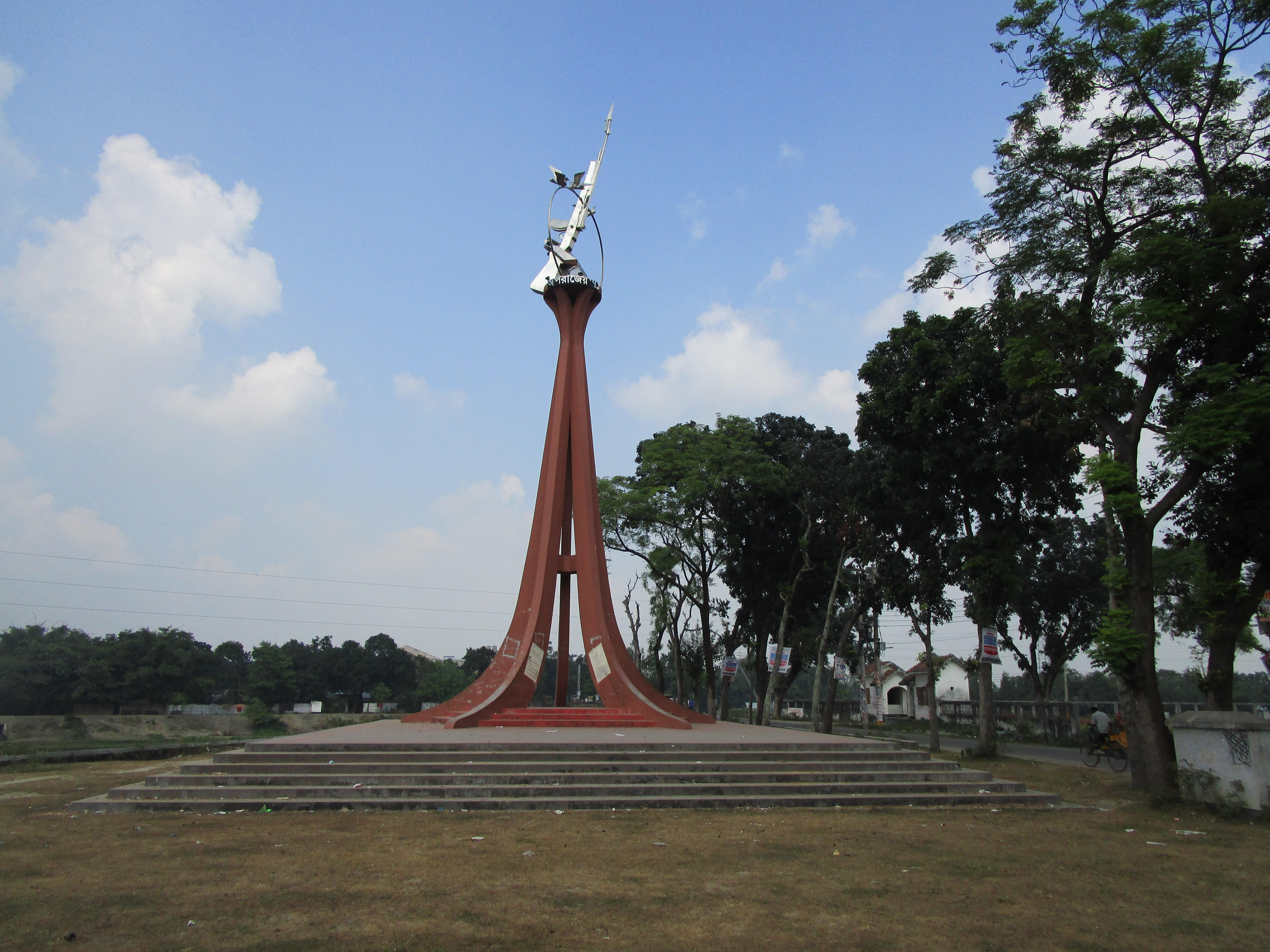
The Monument of 1971 War beside Tangon River

Según estimación 2010 contaba con una población total de 1.452.230 habitantes.

## Gallery

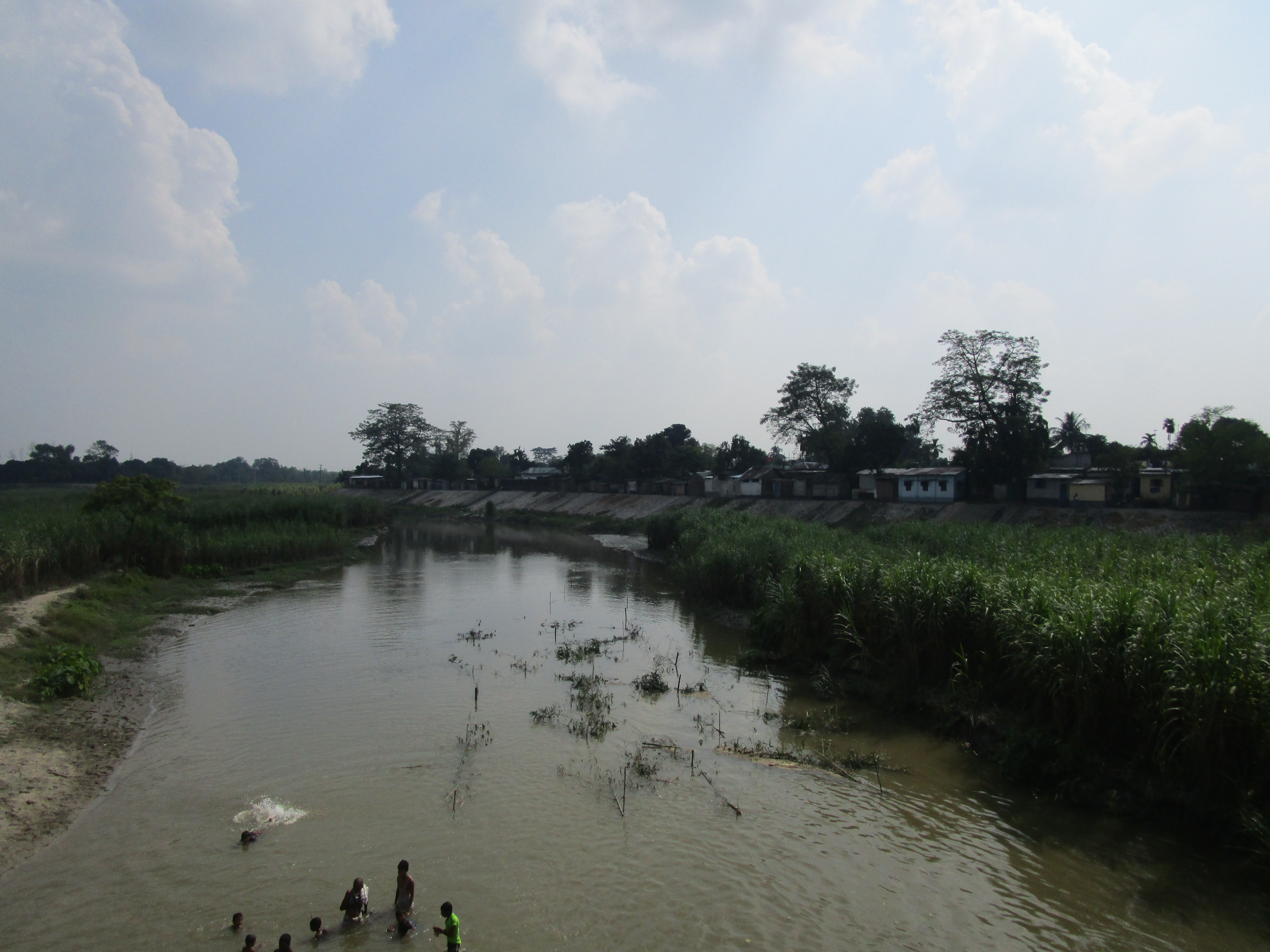
Shuk_River at Thakurgaon Sadar Upazila
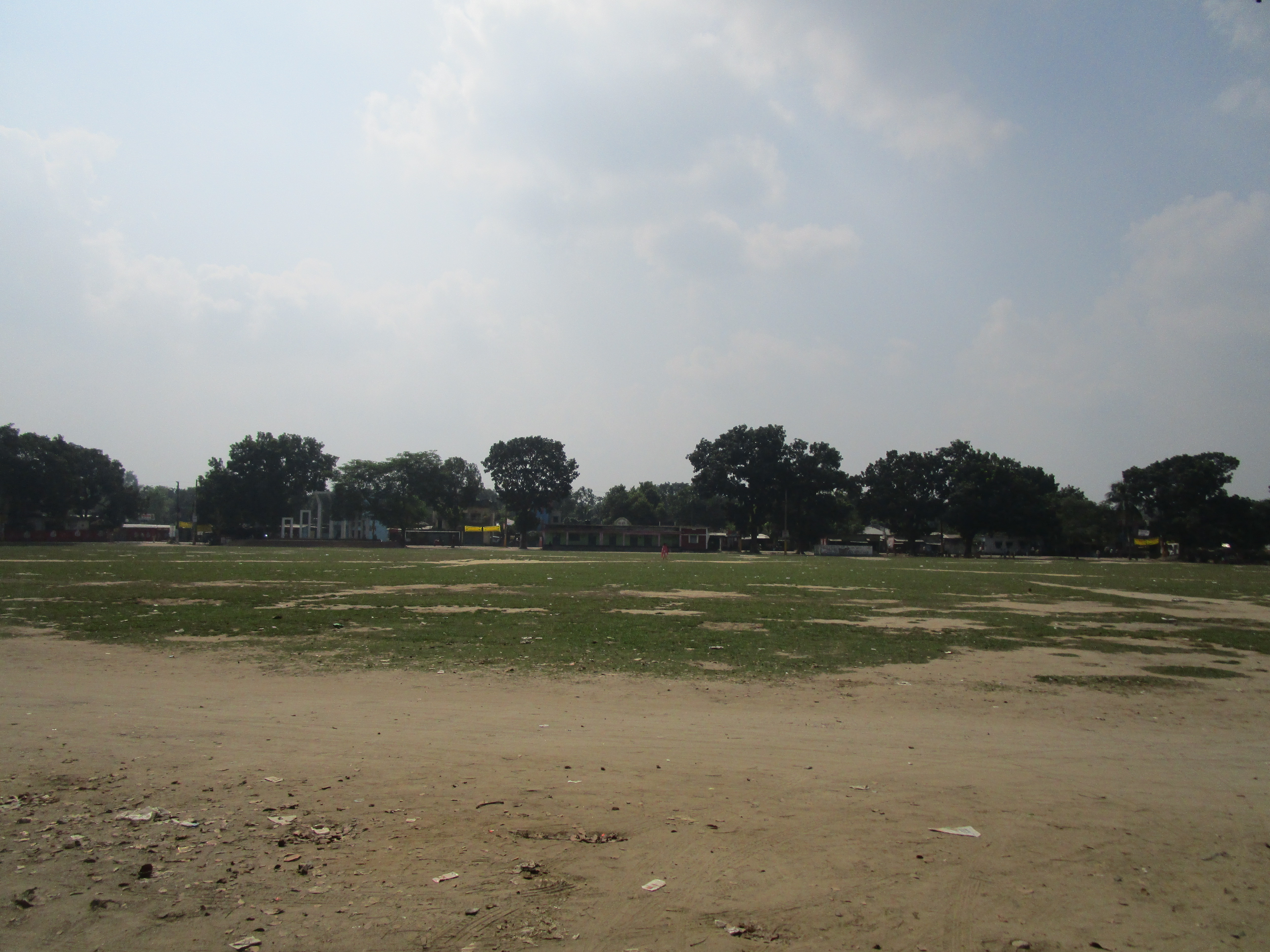
Playground of Thakurgaon
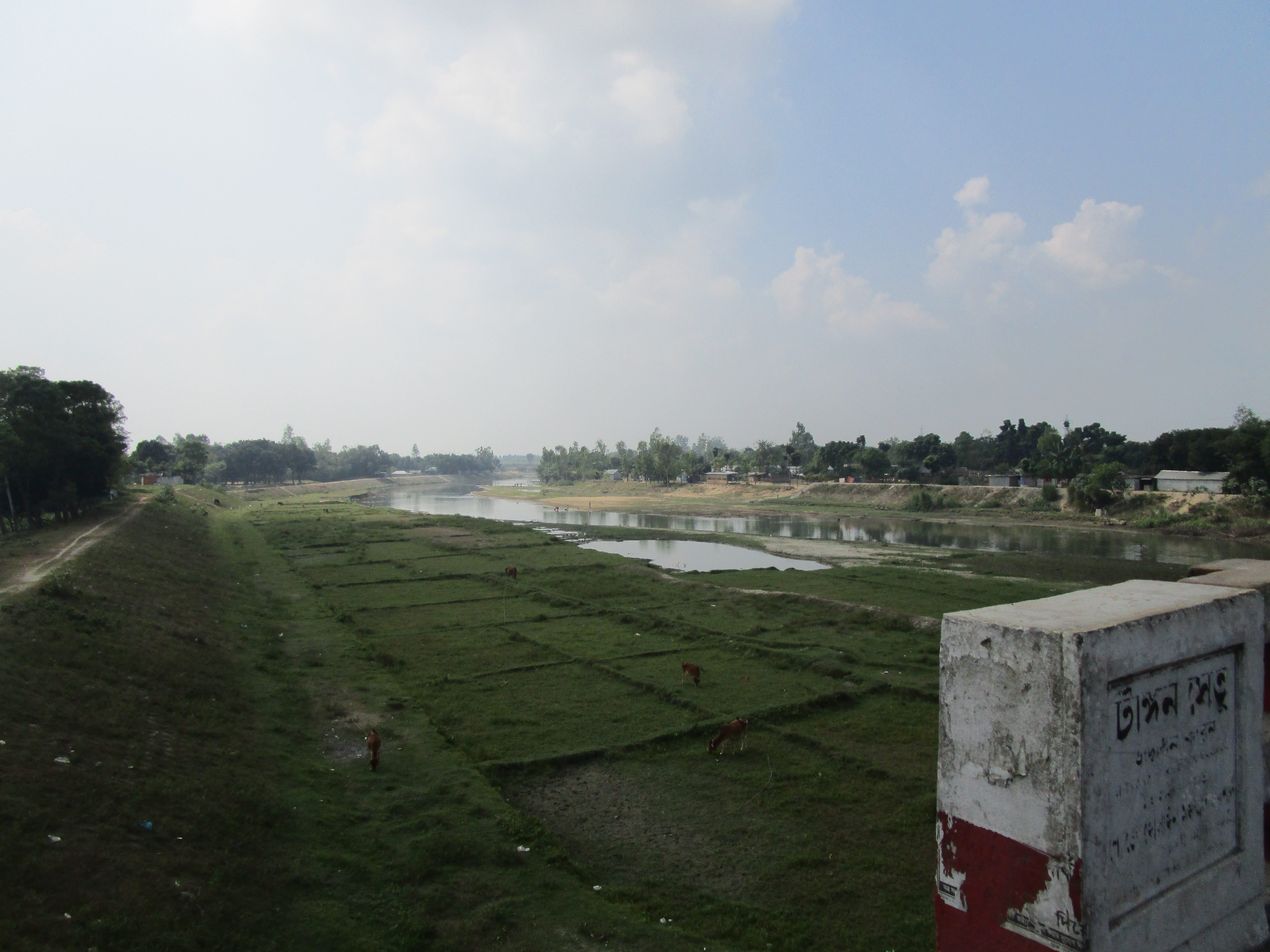
Tangon River from Tangon Bridge
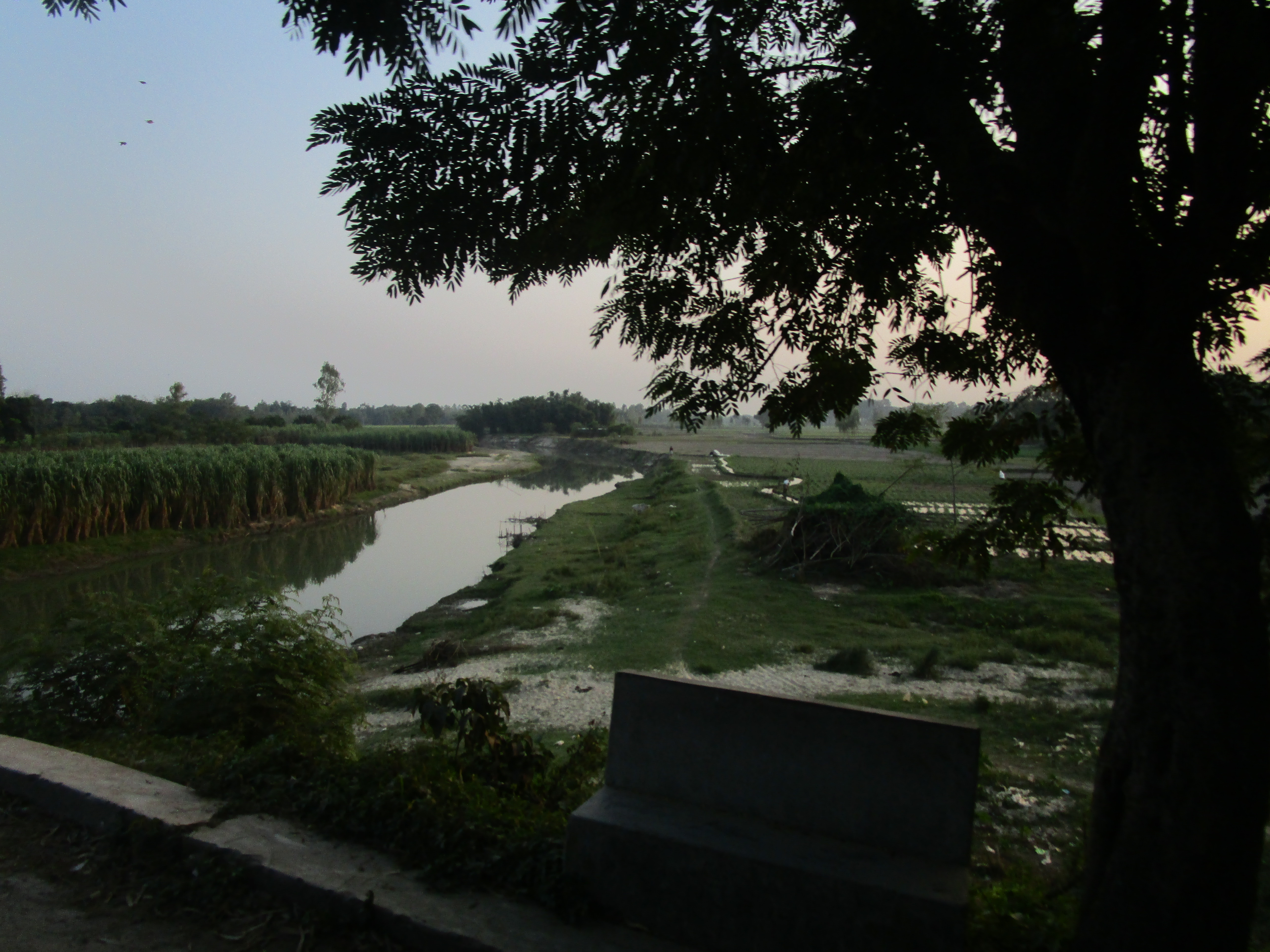
Kulik River at westside of Ranisankail Upazila
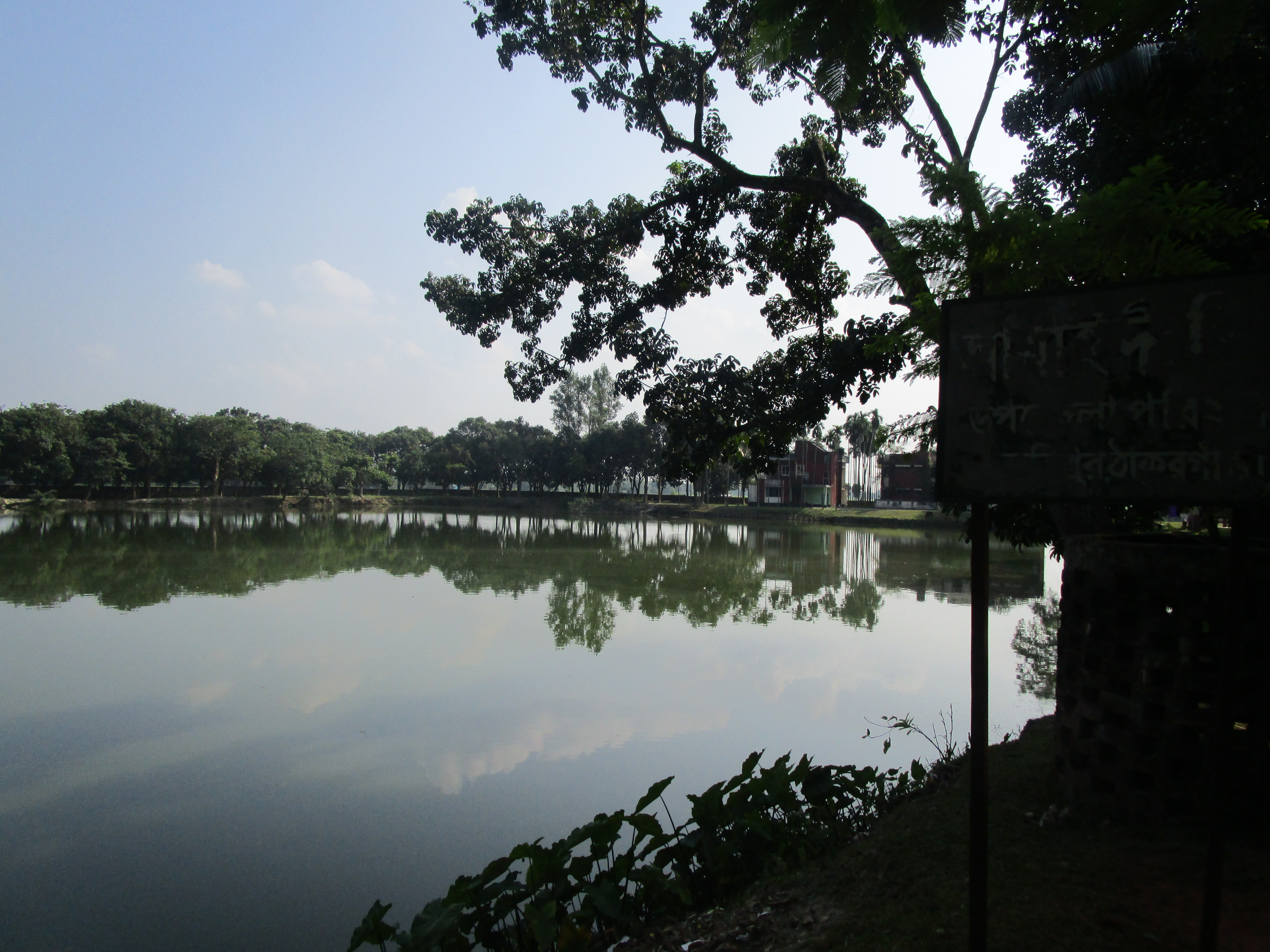
Amai Pond at Haripur Upazila parishad
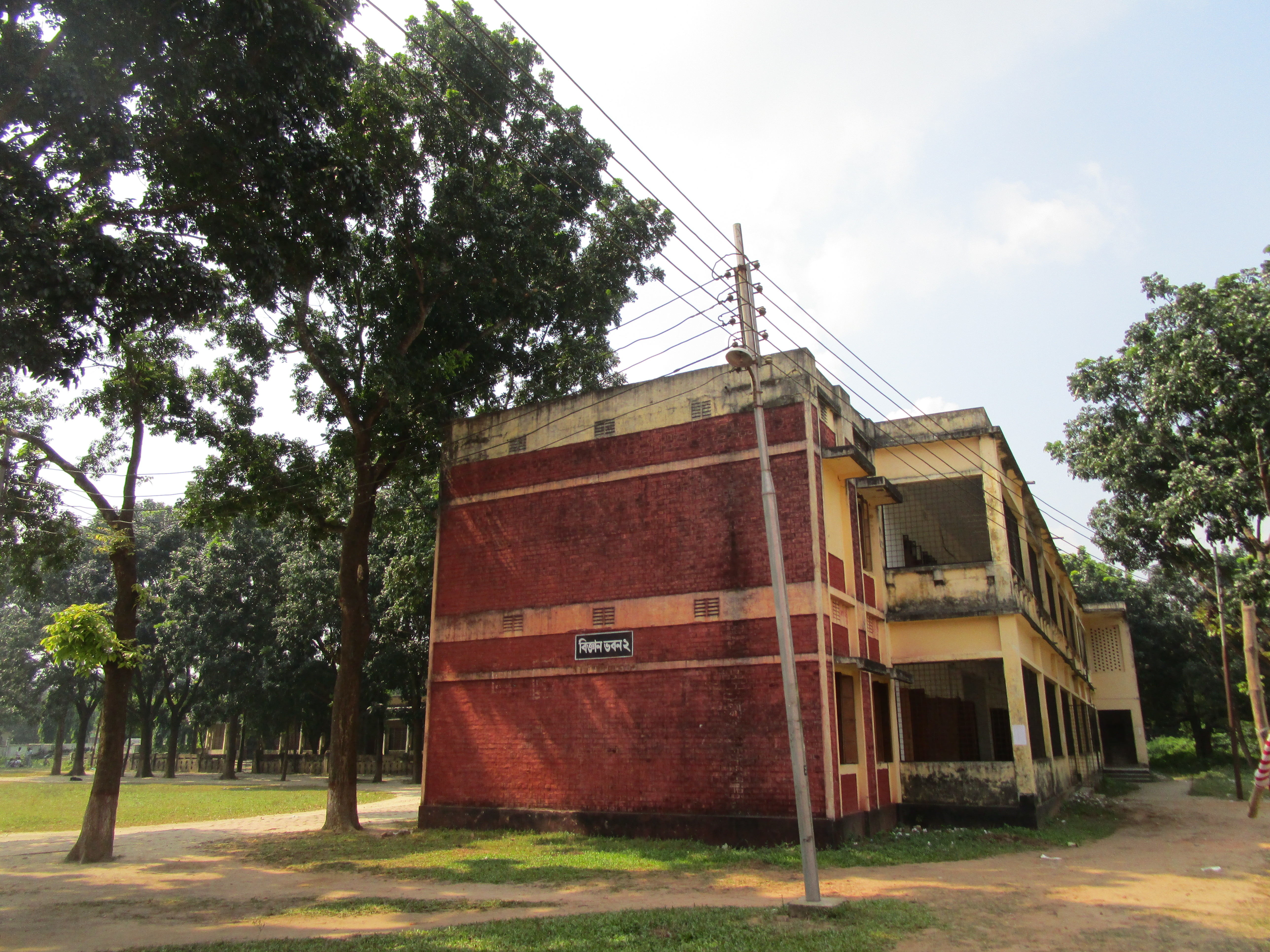
A science building of Thakurgaon Govt College.
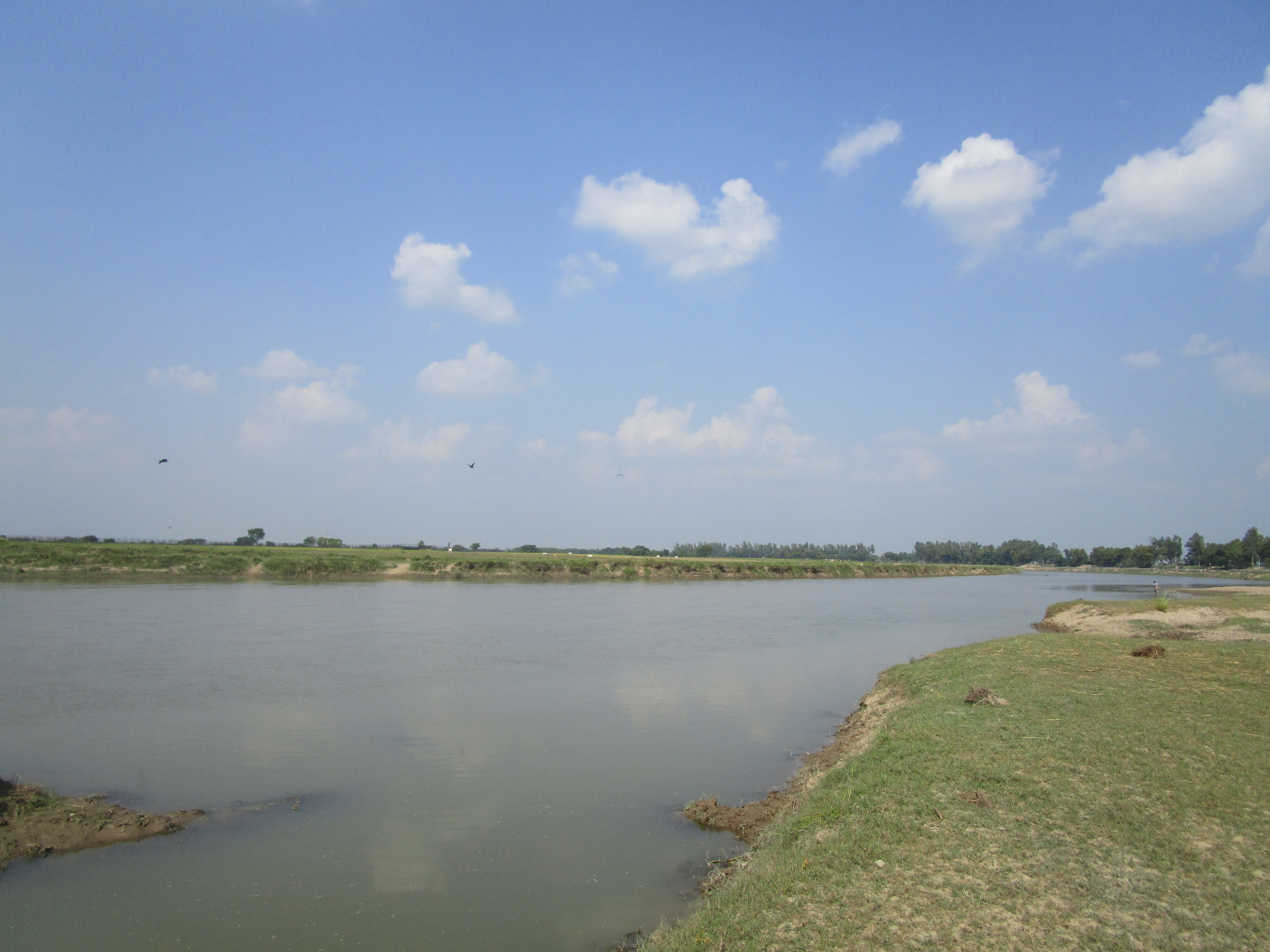
Nagor River at Haripur upazila
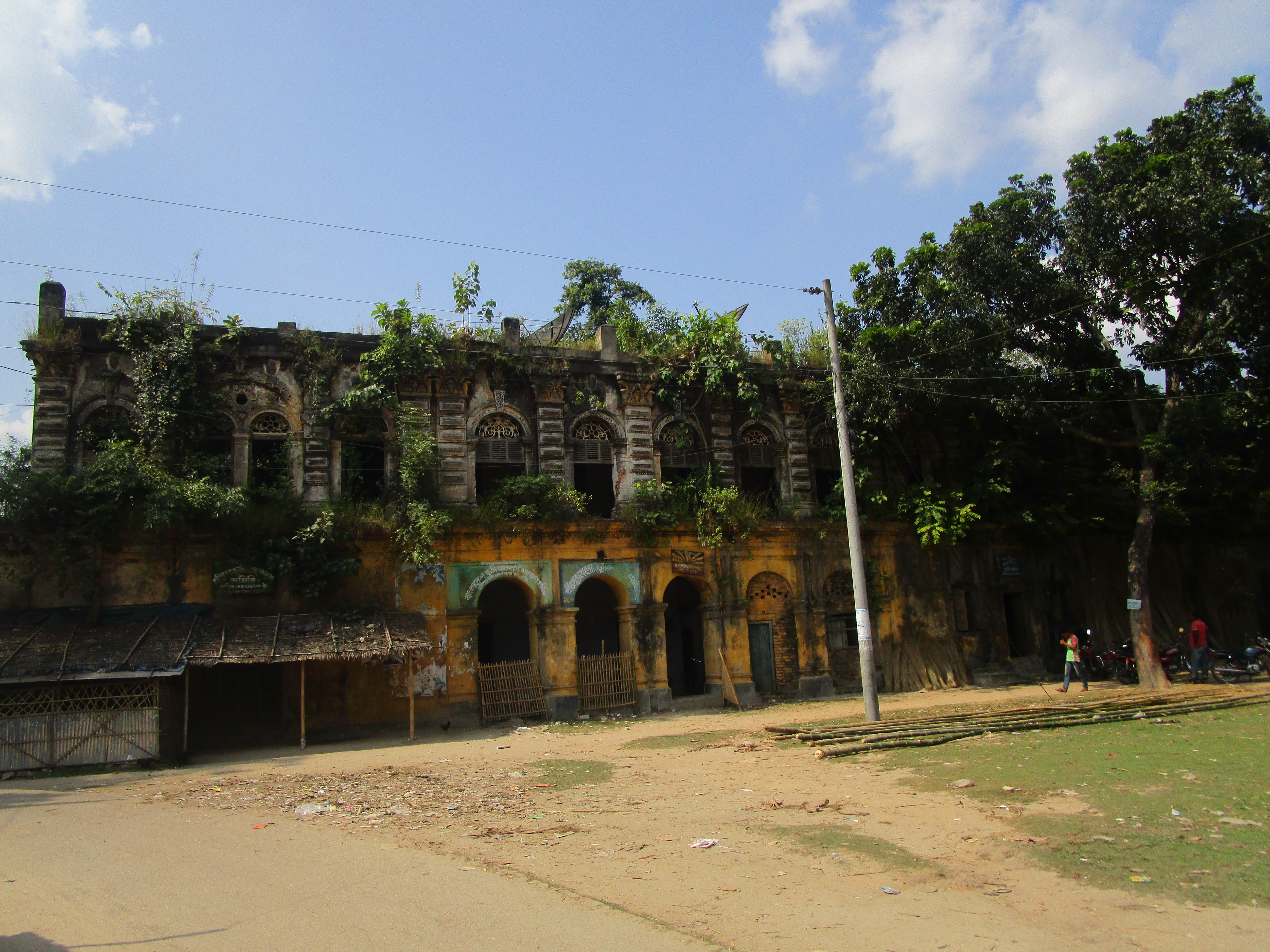
The Backside of Haripur kingpalace